# Юрьев, Сергей Андреевич
Серге́й Андре́евич Ю́рьев (1821—1888/1889) — русский литературный и театральный деятель XIX века, переводчик, редактор, публицист, критик.

## Биография
Был первенцем в семье подполковника Андрея Николаевича Юрьева (1794—1857) и Александры Сергеевны Плоховой; родился 13 (25) мая 1821 года в селе Воскресенском Калязинского уезда Тверской губернии в усадьбе своего деда Сергея Александровича Плохова и, вероятно, был назван в его честь. Вскоре семья Юрьевых переселилась в сельцо Котягино, данное Сергеем Плоховым как приданое за дочерью. Там родились шестеро братьев и сестер Сергея Андреевича, все они были крещены в храме Успения Божьей Матери села Яринского. Сергей Андреевич был дальним родственником Михаила Лермонтова — их деды Николай Александрович Юрьев и Петр Юрьевич Лермонтов приходились друг другу троюродными братьями.
Начальное образование Сергей Андреевич получил дома. Затем учился в Московском дворянском институте и на втором (физико-математическом отделении) философского факультета Московского университета, который окончил в 1845 году.
Служил чиновником особых поручений при тверском губернаторе Александре Павловиче Бакунине.
В 1853 году получил место астронома-наблюдателя при обсерватории московского университета и прочитал в Московском математическом обществе два реферата «О солнечной системе», напечатанные в 1860-х годах в «Математическом сборнике».
Болезнь глаз заставила Юрьева отказаться от занятий астрономией и отправиться в заграничное путешествие, во время которого он посещал немецкие и французские университеты. ВПо возвращении он основал в своём имении народное училище, устроил крестьянский театр, где ставились пьесы Островского и Писемского и народные сказки, переложенные им в драматическую форму. Первым его опытом был перевод комедии Кальдерона «Сам у себя под стражей». Впоследствии он перевёл ещё несколько пьес Кальдерона и Лопе де Вега, которые были собраны в его книге: «Испанский театр цветущего периода XVI и XVII вв.» (Москва, 1877). Кроме того, он перевёл ряд пьес Шекспира: «Антоний и Клеопатра», «Макбет», «Сон в летнюю ночь», «Король Лир», «Буря» и «Цимбелина».
В 1871 году С. А. Юрьев стал издавать на средства А. И. Кошелева журнал «Беседа». Предполагалось, что он будет продолжением славянофильской «Русской беседы»; но Юрьев настоял на такой широкой редакционной программе, к которой могли примкнуть представители самых разнообразных мнений, лишь бы это были мнения из искреннего убеждения. После прекращения выхода журнала в 1872 году Юрьев читал публичные лекции по истории драмы в доме Кошелевых и лекции о немецкой литературе на женских курсах профессора В. И. Герье.
В 1880 году он стал первым редактором журнала «Русская Мысль» и оставался во главе редакции в течение пяти лет. Журнал сразу занял славянофильское направление.
Юрьев принадлежал к числу тех литературных деятелей, которые оказывали влияние на современников не столько литературной деятельностью, сколько своей личностью. Писал он немного, но принимал горячее участие в московской литературной и театральной жизни. В 1878 году его избрали председателем Общества любителей российской словесности, а после смерти Островского — председателем Общества русских драматических писателей.
Благодаря стараниям Юрьева в 1880 году торжество открытия памятника Пушкину получило характер крупного общественного события.
Как горячий оратор, увлекательный собеседник он пользовался популярностью среди всей московской интеллигенции без различия направлений. Он с симпатией относился ко всякому идейному увлечению, хотя бы оно не соответствовало его собственным взглядам. Юрьев отличался полной терпимостью к чужим мнениям: как показал опыт издания «Беседы», он считал, что теоретические разногласия не устраняют возможности и необходимости единения разных партий на почве общих гуманных идеалов.
Собственное миросозерцание Юрьева сложилось в славянофильских кружках 1840-х годов, главным образом под влиянием А. С. Хомякова. Признавая вместе со славянофилами, что русская история идёт особым, своеобразным путём, он не считал, однако, нужным открещиваться от западноевропейского и никогда не доходил до обскурантизма.
Будучи искренне верующим человеком, он высказывался против позитивной философии, но в то же время относился с полным сочувствием к приобретениям современной науки; идеала церковного строя он искал не в византийских традициях, а в демократической общине первых веков христианства.
В общественной жизни Юрьев был сторонником так называемого «хорового начала», при котором слышен каждый отдельный голос и в то же время все голоса сливаются в одно гармоническое целое; он был также горячим поборником самого широкого участия общества в политической жизни страны.
Наиболее выдающиеся его статьи:
- «Речь при открытии памятника Пушкину» (1880);
- «Социальные стремления человечества и народная правда» (1882, «Русская мысль»);
- «Значение театра, его упадок и необходимость школы сценического искусства» («Русская мысль», 1883, кн. 8);
- «Опыт объяснения трагедии Гёте „Фауст“» («Русская мысль», 1884, кн. 11-12), вышедший также отдельной брошюрой (М., 1886);
- «Несколько мыслей о сценическом искусстве» («Русская мысль», 1888, кн. 2, 3, 5, 10; также издано отдельно редакцией «Русской Мысли», М., 1889).

После смерти Юрьева друзья почтили его память изданием сборника «В память С. А. Юрьева» (М., 1891). В одном из воспоминаний было приведено его мнение о христианстве и его мировом значении:

Сергей Андреевич высказал мнение, что христианская этика без веры в Христа, как в Искупителя и Бога, оказывается бессильною, и что нельзя ничего создать из тех сухих, формальных правил, в которые пытаются некоторые проповедники «новейшего христианства» обратить Евангелие. Но Сергей Андреевич порицал и то направление некоторых благочестивых критиков, представители которого нападают на художественные рассказы Л. Н. Толстого, потому что в них говорится о том, что нужно делать добро. — «И то, и другое нужно одинаково. Помилуйте», с негодованием говорил он: «они хотят, чтобы народ не знал, что для того, чтобы быть христианином, нужно делать добро! — Верь! только это и нужно, а o нравственности не смей и думать. Разве это возможно?»
В его доме провел детство и рос его племянник, будущий выдающийся драматический артист Юрий Юрьев.
Умер 26 декабря 1888 (7 января 1889) года в Москве и был похоронен в Новоалексеевском монастыре.